# بازیافت حرارت آب

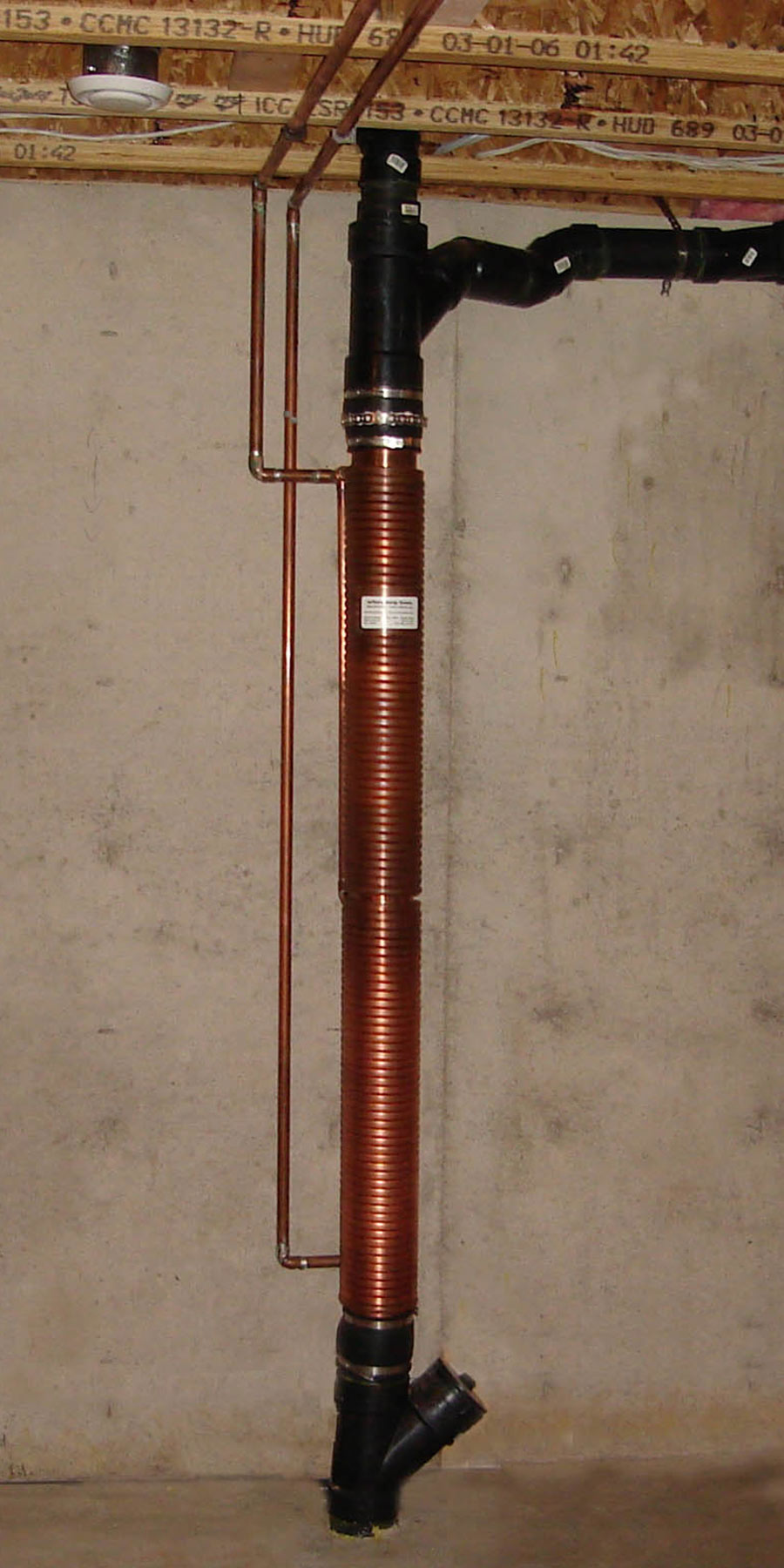
نصب و راه‌اندازی مسکونی ساده، که در آن لوله آب گرم ورودی (مس) چند بار در اطراف لوله فاضلاب خروجی (پلاستیکی سیاه و سفید) پیچد قبل از رفتن به گرم کن آب گرم.

بازیافت حرارت آب(همچنین به عنوان بازیابی حرارت آب فاضلاب،بازیابی حرارت آب فاضلاب، یا بعضی مواقع دوش بازیابی حرارت آب شناخته می‌شود) استفاده از یک مبدل حرارتی برای بازیابی انرژی و استفاده مجدد حرارت از آب فاضلاب حاصل از فعالیت‌های مختلف مانند شستشوی ظروف، شستشوی لباس و مخصوصاً دوش‌ها. تکنولوژی که قبلاً استفاده می‌شد مصرف انرژی اولیه برای گرم کردن آب را کاهش می‌داد.

## چگونه کار می‌کند

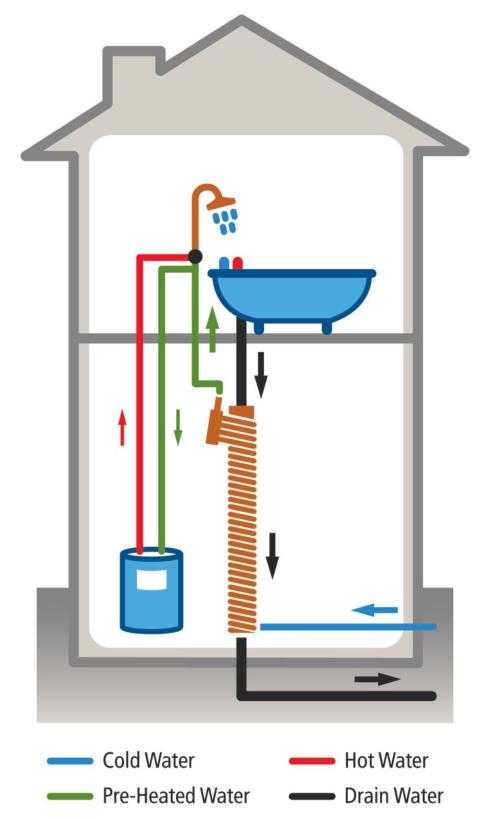
نمودار نشان می‌دهد که چگونه یک واحد فاضلاب بازیافت حرارتی را می‌توان در یک خانه نصب کرد

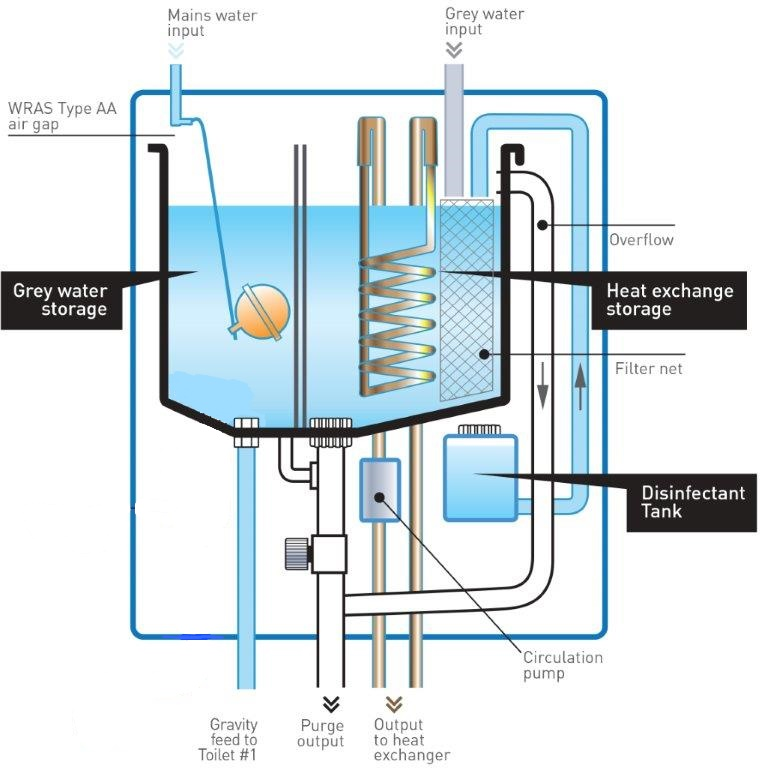
گرما بازیابی سیستم شماتیک در یک واحد بازیافت فاضلاب.

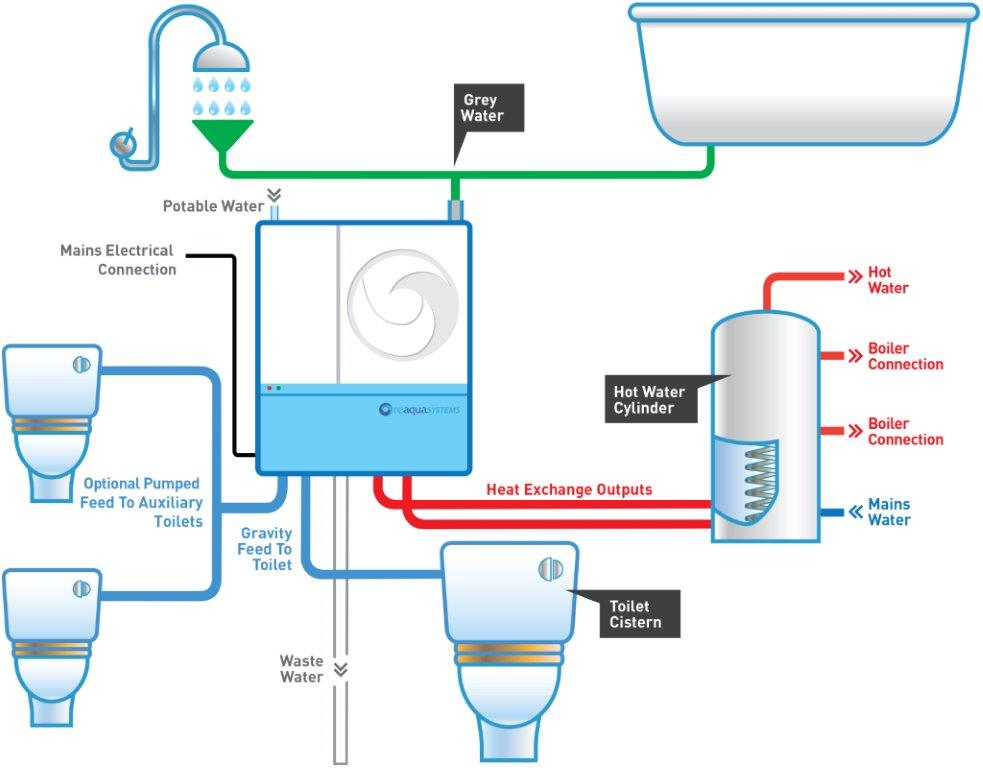
سیستم بازیابی حرارتی گنجانیده شده در یک سیستم بازیافت فاضلاب.

آب سردی که در دستگاه گرم‌کننده آب قرار می‌گیرد می‌تواند از قبل گرم شده باشد با استفاده از انرژی حرارتی باقی‌مانده از یک دوش به طوری که آب ورودی نیاز به آنچنان انرژی زیادی برای گرم شدن قبل از استفاده در دوش، ظرفشویی، یا سینک ندارد. معمولاً دمای آب ورودی به مخزن ذحیره سازی نزدیک به ۱۱ درجه سانتی گراد است اما با بازیابی انرژی از آب گرم استفاده شده از حمام یا ظرفشویی، دمای آب ورودی به مخزن نگهداری می‌تواند تا دمای ۲۵ درجه سانتی گراد بالا برود، صرفه جویی در انرژی موردنیاز برای افزایش دمای یک مقدار معین از آب ۱۴ درجه سانتی گراد. سپس این آب کمی بیشتر حرارت داده شده تا قبل از خروج از مخزن و رسیدن به دوش به دمای ۳۷ درجه برسد.
هنگام بازیافت آب از حمام (۱۰۰–۱۵۰) یا دوش(۵۰–۸۰) دمای آب فاضلاب حدود ۲۰–۲۵ درجه سانتی گراد است. مخزن بازیافت آب خاکستری خانگی ۱۵۰–۱۷۵ لیتر ظرفیت دارد که اجازه می‌دهد بخش اعظم آب فاضلاب را ذخیره کند. با استفاده از یک تبادل گر مسی داخلی با پمپ (که آب را به گردش درآورد) گرمای باقی‌مانده بازیابی شده و به منبع سرد دیگ بخار ترکیبی یا سیلندر آب گرم منتقل شده، انرژی استفاده در سیستم حرارتی مرکزی موجود برای گرم کردن آب را کاهش می‌دهد.

## تأثیر و هزینه
گرم کردن آب ۱۸٪ از میانگین قبض آب و برق خانگی را شامل می‌شود. واحدهای استاندارد تا ۶۰٪ از انرژی حرارتی را صرفه جویی می‌کنند وگرنه موقع استفاده از دوش فاضلاب را از دست می‌رود.
نصب یک بازیافت حرارت آب مصرف انرژی و در نتیجه انتشار گازهای گلخانه‌ای و بطور کلی وابستگی خانه به انرژی را کاهش می‌دهد.
قیمت خرده فروشی برای واحد بازیابی حرارت فاصلاب در حدود ۴۰۰ تا ۱۰۰ دلار کانادا قرار دارد. برای یک خانه معمولی، گرم کردن آب معمولاً دومین تقاضای منابع انرژی است. بر اساس منابع طبیعی کانادا و مرکز فناوری مسکن کانادا و وزارت انرژی ایلات متحده زمان نتیجه‌گیری از صرفه جویی انرژی با توجه به سرمایه‌گذاری اولیه بین ۲ تا ۱۰ سال است.
یک مطالعه مستقل ۲ سال سیستم بازیابی گرمایی فاضلاب نصب شده در خانه‌های مسکونی در انگلستان صرفه جویی 380kWh و 500kWh هر نفر در سال در برداشت.

## رسمیت شناختن بین‌المللی

### آمریکای شمالی
این فناوری در کانادا و ایالات متحده آمریکا به اسم LEED For Homes شناخته شد و ستاره انرژی برای خانه‌های جدید کانادا.

### انگلستان
بازیابی حرارت آب فاضلاب به طور مستقل توسط BRE تست شده و می‌توان در ورودی به مدل‌های SAP برای افزایش عملکرد ساختمان انرژی مورد استفاده قرار گیرد.

## مقیاس صنعتی و تهویه مطبوع
یک پمپ گرمایی را می‌توان با خطوط فاضلاب شهری ترکیب کرد که اجازه می‌دهد تا سیستم تهویه مطبوع یک ساختمان بزرگ را بازیافت حرارت رد زمستان و هوای خنک در تابستان (در مقایسه با هوای بیرون) از طریق جریان آب خیلی از خانه‌ها و مغازه‌ها.
برعکس این هم امگان پذیر است. گرمای حاصل از تهویه مطبوع و چیلرهای صنعتی نیز می‌تواند برای گرم کردن اولیه آب استفاده شود.

## کسب و کار قابل توجه
یکی از شرکت‌های پیشگام با تمرکز بر بازیابی حرارت آب فاضلاب برای ساختمانهای مسکونی‌های چند واحده، ساختمانهای تجاری و عمومی سیستمهای بین‌المللی فاضلاب تبادل حرارتی است.